# Addison McDowell
Addison Parker McDowell (né le 21 janvier 1994) est un homme politique et lobbyiste américain qui est représentant des États-Unis pour le 6e district de Caroline du Nord depuis 2025. Membre du Parti républicain, McDowell est élu pour la première fois en 2024.

## Biographie
McDowell est né en janvier 1994. Il grandit à Lexington, en Caroline du Nord, et obtient son diplôme de l'Université de Caroline du Nord à Charlotte en 2016. Il travaille pour une campagne électorale à la Chambre des représentants des États-Unis pour Richard Hudson et dans les services aux électeurs pour le représentant Ted Budd,. Il est ensuite lobbyiste pour Blue Cross Blue Shield de Caroline du Nord.
McDowell décide de se présenter aux élections de 2024 à la Chambre des représentants des États-Unis, dans le 6e district de Caroline du Nord. Il attribue sa décision à la mort de son jeune frère Luke, victime d'une overdose accidentelle de fentanyl.
McDowell termine premier aux primaires républicaines avec 26 % des voix, mais n'a pas obtenu les 30 % nécessaires pour éviter un second tour. Mark Walker termine deuxième, avec 24 %. Bien que Walker ait initialement indiqué vouloir un second tour, il choisit de rejoindre la campagne présidentielle de Donald Trump pour 2024 plutôt que de se présenter à un second tour, faisant de McDowell le candidat républicain. Il remporte l'élection de novembre.